# Chor Pe Mor
Chor Pe Mor er en indisk film fra 1990 af Kapil Kapoor.

## Medvirkende
- Naseeruddin Shah som Chanakya
- Karan Shah som Raja
- Neelam Kothari som Ritu
- Sonam som Basanti
- Satish Shah som Tijorimal
- Kiran Kumar som Dhanpat Indrajeet Garodia "D.I.G."